# Colleen Pekin
Colleen Pekin (geb. Beazley; * 10. Juli 1957) ist eine ehemalige australische Sprinterin.
Bei den Commonwealth Games 1978 in Edmonton gewann sie über 200 m und in der 4-mal-100-Meter-Staffel Bronze.
1982 holte sie bei den Commonwealth Games in Brisbane Bronze über 100 m. Über 200 m wurde sie Fünfte und in der 4-mal-100-Meter-Staffel Vierte.

## Persönliche Bestzeiten
- 100 m: 11,24 s, 4. Oktober 1982, Brisbane
- 200 m: 22,95 s, 23. März 1980, Sydney